# 蓝管巢蛛
蓝管巢蛛（学名：Clubiona coerulescens）为管巢蛛科管巢蛛属的动物。分布于俄罗斯、德国、法国、英国以及中国大陆的内蒙古、吉林等地。该物种的模式产地在欧洲。